# Стилофон
Стилофон (на английски: Stylophone) е миниатюрен аналогов синтезатор на чиято клавиатура се свири с електрически показалец.
Изобретен през 1967 г. от Брайън Джарвис, той влиза в производство през 1968 г., произвеждан от Dubreq. Синтезаторът се състои от клавиатура изградена върху печатна платка, която възпроизвежда звук чрез докосване с показалка (писалка) като всяка пластина се свързва с управляван от напрежение осцилатор чрез резистор с различна стойност и по този начин се затваря електрическата верига. Единствените други контроли са превключвателят за захранването, контролът на вибрато на предния панел до клавиатурата и потенциометър за настройка отдолу. В началото са продадени около три милиона бройки, най-вече като детски играчки, но някои са използвани от професионални музиканти както и Ролф Харис.
Стилофонът се предлага в три варианта: стандартен, басов и висок, като стандартният е най-често срещаният. Има и по-голяма версия, наречена 350S с повече обхват на клавиатурата, различни тоналности, нов „wah-wah“ ефект, който се контролира чрез преместване на ръка върху фотосензор и две показалки.

## Модел от 2007
През октомври 2007 г., или 28 години след като стилофонът е спрян от производство, компанията за играчки „Re: creation“, съвместно с Dubreq Ltd (преустроена през 2003 г. от Бен Джарвис, син на първоначалния изобретател), отново пусна Стилофон произведен в Китай. Новият модел, официално наречен „S1“, е дигитално копие, което наподобява оригиналите от 60-те години, но има контрол за силата на звука, функция за съпровод, както и два нови звука.

### Стилофон S2
През декември 2012 г. Dubreq издава втора серия аналогов стилофон S2,произведен в Англия.

### Стилофон Gen X-1
През януари 2017 г. Dubreq публикува подробности за портативния аналогов синтезатор стилофон Gen X-1. Той е проектиран и произведен от Dubreq.

## Популярни изпълнители на инструмента
- Дейвид Боуи печели на дебютния си хит „Space Oddity“ от 1969 г.,включващ изпълнение на стилофон както и за песента си Heathen от 2002 г., озаглавена „Slip Away“, както и върху песента „Heathen (The Rays)“.[7]
- Тони Висконти използва стилофон в албума на „Sparks 1975“ Индисикрет и в албума „Glow“ на Ричард Барон за 2010 година.
- Песента на Крафтверк от 1981 г. „Pocket Calculator“ се изпълнява на стилофон. Това е един от основните инструменти на тази песен, а песента завършва със соло.
- Песента от 1999 г. „Style“ (и няколко други версии) на Orbital носи името Стилофон, който се използва основно в саундтрака.[8]
- Американската алтернативна рок група „The Might Be Giants“ използват стилофон в албума си „The Else“ от 2007 година.
- Филмовият критик на Би Би Си, Марк Кермоде, свири на стилофон на 8 януари 2010 г. от програмата за филмова рецензия на Саймън и Майо.
- Ричард Барон използва стилофон в множество записи, включително „Glow“ и „Girl“ в албума си Glow за 2010 година. На последната песен той се изпълнява от продуцента му Тони Висконти.
- Стилофонът се използва като основен инструмент от руската рок група Gromyka.[9]
- Британската група Pulp използва стилофон на видно място в песента си „Styloroc (Nites of Suburbia)“, която се появява на техния 1992 Babies single и 1993 компилационния албум Intro – The Gift Recordings.
- Електро музикантът Моаре използва стилофон в много от песните си.[10]
- Британският електро поп художник Little Boots също използва стилофон.
- Като част от промоцията на албума си „EUSA“, френският пианист и композитор Ян Тиерсен организира конкурс за намиране на най-добрите и интересни интерпретации на песни от албума. Съпровод със стилофон на Мари Дангърфийлд от „Porz Goret“ спечели първата награда в категорията без пиано.